# Cedar Creek (Milwaukee River)
Cedar Creek ist ein 52,6 km langer Fluss im südöstlichen Wisconsin in den Vereinigten Staaten. Sein Ursprung liegt im Cedar Lake innerhalb der Gemarkung der Town of West Bend. Der Fluss fließt westwärts zum Little Cedar Lake und schließlich in südwestlicher Richtung nach Cedarburg, bevor er sich innerhalb der Town of Grafton in den Milwaukee River entleert.